# Biodanza
La Biodanza (danza della vita, dal termine greco biòs) è definita come un sistema di integrazione affettivo motoria per lo sviluppo umano dei potenziali vitali. È un'attività olistica che si svolge in gruppo con l'uso della musica e della danza (come movimento pieno di significato). Vengono proposte delle specifiche sequenze di movimenti chiamate (vivencias) che hanno lo scopo di risvegliare le qualità umane intrinseche alla persona, come la vitalità, la creatività, la sessualità, l'affettività, e la trascendenza in relazione anche con i prori istinti, naturali.
La Regione Lombardia con la legge 2/2005 ha incluso la Biodanza fra le discipline bionaturali. 

Il logo del Sistema Biodanza

## Storia
Le origini della Biodanza risalgono ai primi anni sessanta, quando lo psicologo cileno Rolando Toro Araneda (n. Concepción, 1924 - m. Providencia, 16 febbraio 2010) lavorava presso l'ospedale psichiatrico dell'Università di Santiago del Cile. Nel 1965 inizia a sperimentare l'uso della danza con pazienti in cura psichiatrica.
Toro estese applicazione e ricerca fuori dell'ambito clinico con gruppi di persone sane, strutturando nel 1966 un modello teorico e una metodologia basata sull'associazione musica-movimento-emozione con l'obiettivo di creare risposte psicofisiche ed emotive specifiche, immediate e capaci di indurre cambiamenti salutari nell'individuo.
Negli anni seguenti, Toro approfondì lo studio sulla semantica musicale, sugli stati di coscienza e sui meccanismi biologici, fisiologici e psicologici di funzionamento di questo "sistema di sviluppo integrato" dell'essere umano che divenne anche materia di un corso universitario: nel 1970 gli fu chiesto di creare la prima cattedra di Psicodanza presso la Pontificia Università Cattolica del Cile; egli in seguito modificò tale denominazione in Biodanza.
Dagli anni ottanta in poi la Biodanza si è diffusa rapidamente in gran parte del Sud America e, dal 1988, anche in vari paesi europei e del Nord America.
La Biodanza non è un movimento unitario. Ne esistono attualmente almeno tre filoni facenti capo ad altrettante scuole:
- IBF (International Biocentric Foundation[7]), che fa capo al fondatore Rolando Toro
- BWA (Biocentric World Association), a cui fanno riferimento i movimenti nell'Europa settentrionale, istituita da Patricia Martello in Gran Bretagna, Paesi Bassi e da Cristina Arrieta in Germania e Stati Uniti
- Biodanza Open Source o Biodanza indipendente, che si sta sviluppando in Spagna e in alcuni paesi latino americani (Brasile, Argentina).

## Definizione e concetti fondanti
Secondo Toro è impossibile definire la Biodanza se non come "partecipazione a un modo nuovo di vivere". Dai sostenitori viene definita come un sistema di integrazione umana, rinnovamento organico, rieducazione affettiva e riapprendimento delle funzioni originarie della vita; la sua metodologia consiste nell'indurre "vivencia" (la sensazione di essere vivi qui e ora) attraverso la musica, il canto, il movimento e situazioni di incontro nel gruppo.
La biodanza non propone un modello di comportamento né precise strutture di movimento, ogni individuo sarebbe quindi libero di esprimere il proprio "bagaglio genetico" di risposte vitali; non è praticabile individualmente ma solo all'interno di un gruppo affettivamente integrato che funge da "contenitore protettivo". Le cinque dimensioni fondamentali della persona umana, secondo i sostenitori della biodanza, sarebbero: la vitalità, la sessualità, la creatività, l'affettività e la trascendenza. La biodanza mirerebbe a restaurare la loro reciproca armonia.
Alcuni esercizi proposti in Biodanza inducono stati di leggera trance e regressione, che, attraverso la stimolazione del Sistema nervoso autonomo, avrebbero lo scopo di favorire i processi di riparazione organica e regolazione globale delle funzioni biologiche (omeostasi), diminuendo i fattori di stress e dissociazione interiore.
La radice filosofica della Biodanza è il cosiddetto principio biocentrico che metterebbe la vita al centro dell'universo, implicando una rivoluzione di quello che viene considerato l'attuale paradigma esistenziale della civiltà moderna cioè l'antropocentrismo.

### Le 5 linee di vivencia
Tutto il lavoro di Biodanza è orientato alla stimolazione di quelli che vengono definiti i potenziali genetici dell'essere umano, raggruppati in cinque insiemi definiti linee di vivencia, ognuna di esse si riferirebbe, secondo i sostenitori, a un contesto preciso di sviluppo, all'interno del quale si collocano tutte le caratteristiche genetiche umane ad esso relative:
- Vitalità: intesa sia come slancio vitale sia come gioia di vivere. Comprende tutti i meccanismi biologici, gli istinti e i comportamenti necessari al bilanciamento fra attività e riposo; in Biodanza si stimola la capacità di autoregolazione e di espressione dell'energia vitale in armonia con se stessi, con gli altri e con l'ambiente circostante.
- Sessualità: corrisponde all'istinto di riproduzione e conservazione della specie; riguarda la capacità di sentire desiderio sessuale, piacere, passione.
- Creatività: capacità di rinnovamento applicata alla propria vita; comprende l'istinto di esplorazione, gli impulsi di innovazione, la curiosità, l'interpretazione, l'ispirazione e l'espressione creativa della propria Identità.
- Affettività: la sfera dei sentimenti umani; la capacità di dare e ricevere affetto, di aggregarsi, di accettare la diversità umana senza discriminazione. Il rafforzamento dell'affettività è un comune denominatore in tutte le sessioni di Biodanza.
- Trascendenza: intesa come capacità di superare il proprio ego.

Le Linee di Vivencia troverebbero origine nell'esperienza intrauterina, la cui differenziazione genererebbe le protovivencia, cioè le prime esperienze e le prime risposte agli stimoli interni ed esterni che il neonato sperimenta nei primi mesi di vita.

### Musica, movimento, vivencia
La metodologia di Biodanza è basata sull'azione sistemica di tre elementi che formano un insieme organizzato e sono strettamente interconnessi:
- La musica
- Il movimento
- La vivencia

Questa azione si esprime in un contesto affettivo ovvero nel "gruppo". Biodanza è infatti un'attività che si può svolgere solamente in gruppo.
La "vivencia" è il prodotto della pratica di Biodanza ed esprime sinteticamente il significato di "istante vissuto intensamente nel qui e ora". La vivencia ha un carattere "integrante" ovvero stimola le risposte naturali di ognuno per riconnettere i pensieri alle azioni attraverso motivazioni affettive basate sul rispetto reciproco, la valorizzazione dei singoli individui intesi come "unici" e non "diversi", il riapprendere la vita dalla vita stessa, bene primario che è al centro dello sviluppo di tutta l'umanità.
La proposta più comune per la pratica della Biodanza, basata sulla metodologia fondamentale, è organizzata su due modelli specifici: il corso settimanale e il seminario. I corsi possono essere tenuti esclusivamente da insegnanti titolari di Biodanza o da tirocinanti (formatisi presso scuole IBF, BWA o indipendenti).
La sessione di Biodanza può svolgersi al chiuso o all'aperto, si pratica senza scarpe, con abbigliamento comodo e limitando al massimo l'uso di accessori quali orologi, gioielli, trucco. La dinamica della sessione consiste in una successione di esercizi (vivencias o vivencie) proposti dall'insegnante e caratterizzati da musiche specifiche; di volta in volta egli fornisce le indicazioni necessarie per entrare in vivencia.
Gli esercizi possono essere individuali, in coppia, in piccoli gruppi, o coinvolgere tutto il gruppo; per la maggior parte sono associati ad una o più musiche, tuttavia ne esistono alcuni in cui questo elemento è escluso perché i partecipanti possano esprimersi attraverso il canto oppure rimanendo in silenzio.
Gli esercizi della biodanza, rileva il Cesnur, si concretano in "danze sacre, ma non solo: le "estensioni" vanno dall'uso oracolare del testo classico cinese Yì Jīng al "sondaggio allo sconosciuto", un'esperienza definita "neo-sciamanica" e che comprende il "presentimento dell'angelo".

### Ricerche
Uno studio svolto nel 1998 dallo psicologo Markus Stück e da Alejandra Villegas mostrerebbe che la biodanza avrebbe effetti benefici. I miglioramenti che sarebbero stati rilevati riguarderebbero ad esempio un incremento dell'autoefficacia percepita, una riduzione dei disturbi psicosomatici e una incrementata regolazione delle emozioni (controllo della rabbia).
Un più recente studio, condotto da un'équipe dell'Università Sapienza di Roma, avrebbe dimostrato come, a seguito della frequentazione per circa 9 mesi di un corso settimanale di biodanza, i partecipanti avrebbero manifestato un significativo aumento del benessere psicologico, della diminuzione dello stress e della alessitimia (incapacità a riconoscere ed esprimere le proprie emozioni).
Tali valutazioni non hanno però alcun rilievo realmente scientifico. Ovvero, non si tratta di pubblicazioni in inglese su riviste (journal) peer-review indicizzate e con impact factor, che renderebbero tali lavori visibili alla comunità scientifica e sottoposti a verifiche e critiche.

## Classificazioni del Cesnur
In una ricerca condotta dal CESNUR (Centro Studi sulle Nuove Religioni) la Biodanza è stata inquadrata tra i movimenti del potenziale umano, un macro-gruppo di movimenti molto eterogenei. Per quanto il punto di partenza della Biodanza sia definito "biologico, e non teologico" ed il sistema della Biodanza non si ispiri a dogmi religiosi, professandosi aperto a persone di ogni religione, il Cesnur afferma che "è difficile tuttavia negare che l'esperienza del sacro che propone assuma caratteristiche originali e specifiche" poiché "l'esperienza della biodanza dovrebbe generare la consapevolezza che tutta la realtà è sacra, e tutto il tempo è liturgico".